# Tellin' Stories
Tellin' Stories é o quinto álbum de estúdio da banda britânica The Charlatans, lançado em 21 de abril de 1997. Foi o primeiro álbum lançado após a morte do tecladista e fundador Rob Collins.

## Faixas
1. "With No Shoes" – 4:42
2. "North Country Boy" – 4:05
3. "Tellin' Stories" – 5:13
4. "One To Another" – 4:29
5. "You're A Big Girl Now" – 2:49
6. "How Can You Leave Us" – 3:47
7. "Area 51" – 3:37
8. "How High" – 3:06
9. "Only Teethin'" – 5:19
10. "Get On It" – 5:56
11. "Rob's Theme" – 3:54

## Singles
- "One to Another" (26 de agosto de 1996)
- "North Country Boy" (24 de março de 1997)
- "How High" (9 de junho de 1997)
- "Tellin' Stories" (20 de outubro de 1997)

## Posição nas paradas musicais

### Paradas semanais
| Parada (1997)                       | Melhor posição |
| ----------------------------------- | -------------- |
| Austrália (ARIA)                    | 106            |
| Noruega (VG-lista)                  | 37             |
| Escócia (Official Scottish Albums)  | 1              |
| Suécia (Sverigetopplistan)          | 35             |
| Reino Unido (Official Albums Chart) | 1              |

### Paradas de fim de ano
| Parada (1997)     | Posição |
| ----------------- | ------- |
| Reino Unido (OCC) | 39      |

## Certificações
| Região                                              | Certificação | Vendas   |
| --------------------------------------------------- | ------------ | -------- |
| Reino Unido (BPI)                                   | Ouro         | 100,000^ |
| ^números de vendas baseados somente na certificação |              |          |